# Ferdinand Christoph Heim
Ferdinand Christoph Heim (Pseudonym Chischodaer Franzl, * 27. April 1932 in Chișoda, Königreich Rumänien) ist ein deutscher Karikaturist, Maler und Mundartautor.

## Leben
Ferdinand Christoph Heim besuchte von 1939 bis 1940 die Volksschule in Timișoara. Wegen einer Erkrankung seines Vaters zog die Familie nach Deutschland. Hier besuchte er die Volksschule in Georgensgmünd, Frauenaurach, Nürnberg und Ilsenburg und erlernte den Beruf eines Schildermalers. 1948 kehrte die Familie nach Rumänien zurück. Von 1948 bis 1971 war er in Timișoara als Schildermaler tätig, besuchte zeitgleich (1957–1962) die Kurse des Timișoaraer Zirkels für bildende Kunst und arbeitete als Karikaturist für verschiedene Zeitungen. Seine erste Mundartveröffentlichungen hatte er 1972 in der „Pipatsch“, einer Beilage der Neuen Banater Zeitung.
Der Rumäniendeutsche Heim veröffentlichte neben Gedichten, Epigrammen und Kurzgeschichten auch Karikaturen in den deutschsprachigen Zeitungen und Zeitschriften Rumäniens. 1990 übersiedelte er in die Bundesrepublik Deutschland und lebt seither in Bad Waldsee.

## Werke
- Stachl-Gsätzle. Epigramme und Fabeln in banatschwäbischer Mundart, 1994
- Verse aus dem Jenseits. Ein Bericht aus dem Reich der Toten, 2004
- Aufs Korn genommen. Epigramme und satirisch-humoristische Vierzeiler, 2005
- Warum bebt die Erde? Neue Erkenntnisse im Bereich der Seismologie, 2005
- Alles über Liebe. Aphorismen, 2006
- Die blinde Prinzessin. Märchen, 2006
- Traam un Fantesie. Gedichte und Gsätzle in banatschwäbischer Mundart, 2009